# Рафтер-Джей-Ранч (Вайомінг)
Рафтер-Джей-Ранч (англ. Rafter J Ranch) — переписна місцевість (CDP) в США, в окрузі Тетон штату Вайомінг. Населення — 1179 осіб (2020).

## Географія
Рафтер-Джей-Ранч розташований за координатами 43°25′50″ пн. ш. 110°47′29″ зх. д. / 43.43056° пн. ш. 110.79139° зх. д. (43.430513, -110.791464).  За даними Бюро перепису населення США в 2010 році переписна місцевість мала площу 1,73 км², з яких 1,69 км² — суходіл та 0,04 км² — водойми.

## Демографія
Згідно з переписом 2010 року, у переписній місцевості мешкало 1075 осіб у 443 домогосподарствах у складі 286 родин. Густота населення становила 622 особи/км².  Було 484 помешкання (280/км²).
Расовий склад населення:
| - 95,8 % — білих - 1,5 % — азіатів - 0,2 % — корінних американців - 1,3 % — осіб інших рас |

До двох чи більше рас належало 1,2 %. Частка іспаномовних становила 3,7 % від усіх жителів.
За віковим діапазоном населення розподілялося таким чином: 20,1 % — особи молодші 18 років, 68,3 % — особи у віці 18—64 років, 11,6 % — особи у віці 65 років та старші. Медіана віку мешканця становила 41,7 року. На 100 осіб жіночої статі у переписній місцевості припадало 97,6 чоловіків;  на 100 жінок у віці від 18 років та старших — 97,0 чоловіків також старших 18 років.
Середній дохід на одне домашнє господарство  становив 205 291 долар США (медіана — 144 688), а середній дохід на одну сім'ю — 163 156 доларів (медіана — 123 967). 
Цивільне працевлаштоване населення становило 1208 осіб. Основні галузі зайнятості: мистецтво, розваги та відпочинок — 24,4 %, освіта, охорона здоров'я та соціальна допомога — 22,7 %, науковці, спеціалісти, менеджери — 13,9 %, роздрібна торгівля — 9,1 %.